# Podatek bezpośredni
Podatek bezpośredni – podatek obciążający bezpośrednio podatnika (podmiot podatku). Jest nakładany na jego dochód lub majątek. 
W latach 80. i 90. XX wieku obserwowano obniżanie się stawek podatków bezpośrednich. Zdaniem części ekonomistów wysokie opodatkowanie dochodów zniechęca bowiem ludzi do pracy oraz zachęca przedsiębiorstwa do przenoszenia działalności do państw z niższymi stawkami podatkowymi.

## Podatki bezpośrednie w Polsce
- podatek dochodowy od osób fizycznych (PIT),
- podatek dochodowy od osób prawnych (CIT),
- podatek od spadków i darowizn,
- podatek od czynności cywilnoprawnych,
- podatek rolny,
- podatek leśny,
- podatek od nieruchomości,
- podatek od środków transportowych,
- podatek tonażowy,
- podatek od wydobycia niektórych kopalin.